# Boston-Maine Airways (1999)
Boston-Maine Airways (im Außenauftritt Pan Am Clipper Connections) war eine amerikanische Fluggesellschaft mit Hauptsitz in Portsmouth, New Hampshire.

## Geschichte
Boston-Maine Airways wurde 1999 gegründet. Sie betrieb die Fluggesellschaft Pan Am Clipper Connections und bediente Ziele in der Karibik und Florida. Die Flotte bestand aus sechs BAe Jetstream und drei Boeing 727. Die Gesellschaft flog zwei Mal täglich nach Bedford, Massachusetts, Trenton, New Jersey und zum Baltimore-Washington International Thurgood Marshall Airport.
Am 1. Februar 2008 befand das Verkehrsministerium der Vereinigten Staaten, Boston-Maine Airways die Fluggenehmigung zu entziehen, da eine ordnungsgemäße Verwaltung fehle und es dem Unternehmen an der Bereitschaft mangele, Richtlinien und Verordnungen zu befolgen. Am 29. März 2008 fand der letzte Boston-Maine-Airways-Flug statt. Anschließend wurden die Gesellschaft aufgelöst und die Flugzeuge verkauft.

## Pan Am Clipper Connections
1998 erwarb die vor allem im Bahntransport tätige Holding Guilford Transportation Industries die Markenrechte am Namen und Logo der in Konkurs gegangenen Fluggesellschaft Pan Am. Die im folgenden Jahr als Tochterunternehmen der Guilford Transportation Industries gegründete Boston-Maine Airways bot unter der Bezeichnung „Pan Am Clipper Connections“ Verbindungen in Nordamerika an. Zwei Boeing 727-222 aus United-Airlines-Beständen wurden dafür benutzt. Der Flugbetrieb mit den Boeing 727 wurde jedoch 2005 nach Streitigkeiten mit dem US-Verkehrsministerium, gestiegenen Kosten und sinkenden Passagierzahlen eingestellt und Pläne zu einer Expansion auf Eis gelegt. Die Gesellschaft beschränkte sich auf Inlandsverbindungen zu kleineren Flughäfen in der Nähe von Großstädten. Mit dem Ende der Boston-Maine Airways wurden auch die Pan Am Clipper Connections-Flüge eingestellt und die Maschinen verkauft.